# Oreopanax candamoanus
Oreopanax candamoanus är en araliaväxtart som beskrevs av Hermann Harms. Oreopanax candamoanus ingår i släktet Oreopanax och familjen Araliaceae. Inga underarter finns listade.